# Rüsselsheim Razorbacks
I Rüsselsheim Razorbacks sono stati una squadra di football americano di Rüsselsheim am Main, in Germania.

## Storia
Fondati nel 1989 col nome di Rüsselsheim Razorbacks, divennero Rhein Main Razorbacks tra il 2002 e il 2006, per poi tornare al nome originale. Hanno chiuso nel 2010.
Ebbero una sezione femminile tra il 1998 e il 2000, ma alla fine di quest'ultima stagione le giocatrici confluirono in una nuova squadra a sé stante, le Rüsselsheim Wolfpack.

## Dettaglio stagioni

### Tornei nazionali

#### Campionato

##### Bundesliga/GFL
| Stagione | regular season | regular season | regular season | regular season | regular season | regular season | playoff | playoff | playoff | playoff | playoff | playoff          | playoff             |
|          | Vin            | Par            | Per            | Tot            | PF             | PS             | Vin     | Per     | Tot     | PF      | PS      | risultato        | avversaria          |
| -------- | -------------- | -------------- | -------------- | -------------- | -------------- | -------------- | ------- | ------- | ------- | ------- | ------- | ---------------- | ------------------- |
| 1996     | 2              | 0              | 8              | 10             | 220            | 288            | -       | -       | -       | -       | -       | -                | -                   |
| 1997     | 2              | 0              | 8              | 10             | 171            | 303            | -       | -       | -       | -       | -       | -                | -                   |
| 1998     | 8              | 1              | 3              | 12             | 296            | 176            | 0       | 1       | 1       | 7       | 23      | Quarti di finale | Cologne Crocodiles  |
| 1999     | 9              | 0              | 3              | 12             | 378            | 296            | 0       | 1       | 1       | 28      | 49      | Quarti di finale | Cologne Crocodiles  |
| 2000     | 6              | 0              | 6              | 12             | 207            | 304            | 0       | 1       | 1       | 0       | 63      | Quarti di finale | Düsseldorf Panther  |
| 2001     | 6              | 0              | 6              | 12             | 428            | 436            | 0       | 1       | 1       | 23      | 29      | Quarti di finale | Braunschweig Lions  |
| 2002     | 9              | 0              | 3              | 12             | 409            | 216            | 0       | 1       | 1       | 21      | 23      | Quarti di finale | Berlin Adler        |
| 2003     | 9              | 0              | 3              | 12             | 515            | 304            | 1       | 1       | 2       | 52      | 64      | Semifinale       | Hamburg Blue Devils |
| Totale   | 51             | 1              | 40             | 92             | 2624           | 2323           | 1       | 6       | 7       | 131     | 251     |                  |                     |

Fonti: Enciclopedia del Football - A cura di Roberto Mezzetti

##### Damenbundesliga
| Stagione | regular season | regular season | regular season | regular season | regular season | regular season | playoff | playoff | playoff | playoff | playoff | playoff   | playoff    |
|          | Vin            | Par            | Per            | Tot            | PF             | PS             | Vin     | Per     | Tot     | PF      | PS      | risultato | avversaria |
| -------- | -------------- | -------------- | -------------- | -------------- | -------------- | -------------- | ------- | ------- | ------- | ------- | ------- | --------- | ---------- |
| 2000     | ?              | ?              | ?              | ?              | ?              | ?              | ?       | ?       | ?       | ?       | ?       | ?         | ?          |
| Totale   | ?              | ?              | ?              | ?              | ?              | ?              | ?       | ?       | ?       | ?       | ?       |           |            |

Fonti: Enciclopedia del Football - A cura di Roberto Mezzetti

##### 2. Bundesliga
| Stagione | regular season | regular season | regular season | regular season | regular season | regular season | playoff | playoff | playoff | playoff | playoff | playoff   | playoff             |
|          | Vin            | Par            | Per            | Tot            | PF             | PS             | Vin     | Per     | Tot     | PF      | PS      | risultato | avversaria          |
| -------- | -------------- | -------------- | -------------- | -------------- | -------------- | -------------- | ------- | ------- | ------- | ------- | ------- | --------- | ------------------- |
| 1994     | 8              | 1              | 3              | 12             | 351            | 146            | 1       | 0       | 1       | 28      | 7       | Playoff   | Stuttgart Stallions |
| 1995     | 12             | 0              | 0              | 12             | 451            | 84             | -       | -       | -       | -       | -       | -         | -                   |
| Totale   | 20             | 1              | 3              | 24             | 802            | 230            | 1       | 0       | 1       | 28      | 7       |           |                     |

Fonti: Enciclopedia del Football - A cura di Roberto Mezzetti

##### Regionalliga
| Stagione | regular season | regular season | regular season | regular season | regular season | regular season | playoff | playoff | playoff | playoff | playoff | playoff   | playoff        |
|          | Vin            | Par            | Per            | Tot            | PF             | PS             | Vin     | Per     | Tot     | PF      | PS      | risultato | avversaria     |
| -------- | -------------- | -------------- | -------------- | -------------- | -------------- | -------------- | ------- | ------- | ------- | ------- | ------- | --------- | -------------- |
| 1992     | 6              | 0              | 3              | 9              | 220            | 105            | -       | -       | -       | -       | -       | -         | -              |
| 1993     | 9              | 0              | 1              | 10             | 304            | 59             | 1       | 0       | 1       | 30      | 18      | Promossi  | Stuttgart Bats |
| Totale   | 15             | 0              | 4              | 19             | 524            | 164            | 1       | 0       | 1       | 30      | 18      |           |                |

Fonti: Enciclopedia del Football - A cura di Roberto Mezzetti

##### Verbandsliga
| Stagione | regular season | regular season | regular season | regular season | regular season | regular season | playoff | playoff | playoff | playoff | playoff | playoff   | playoff           |
|          | Vin            | Par            | Per            | Tot            | PF             | PS             | Vin     | Per     | Tot     | PF      | PS      | risultato | avversaria        |
| -------- | -------------- | -------------- | -------------- | -------------- | -------------- | -------------- | ------- | ------- | ------- | ------- | ------- | --------- | ----------------- |
| 1991     | 5              | 0              | 1              | 6              | 222            | 51             | 2       | 0       | 2       | 78      | 22      | Promossi  | Saarbrücken Wölfe |
| Totale   | 5              | 0              | 1              | 6              | 222            | 51             | 2       | 0       | 2       | 78      | 22      |           |                   |

Fonti: Enciclopedia del Football - A cura di Roberto Mezzetti

##### Aufbauliga
| Stagione | regular season | regular season | regular season | regular season | regular season | regular season | playoff | playoff | playoff | playoff | playoff | playoff   | playoff    |
|          | Vin            | Par            | Per            | Tot            | PF             | PS             | Vin     | Per     | Tot     | PF      | PS      | risultato | avversaria |
| -------- | -------------- | -------------- | -------------- | -------------- | -------------- | -------------- | ------- | ------- | ------- | ------- | ------- | --------- | ---------- |
| 2006     | 1              | 0              | 5              | 6              | 92             | 160            | -       | -       | -       | -       | -       | -         | -          |
| Totale   | 1              | 0              | 5              | 6              | 92             | 160            | -       | -       | -       | -       | -       |           |            |

Fonti: Enciclopedia del Football - A cura di Roberto Mezzetti